# Eagle Mountain, Texas
Eagle Mountain är en ort i Tarrant County i delstaten Texas, USA. Den var tidigare ett census-designated place, men räknas idag som en del av staden Saginaw.